# To Love Again
"To Love Again" je pjesma britanske kantautorice Aleshe Dixon. Objavljena je kao četvrti singl s njenog drugogo studijskog albuma The Alesha Show, i kao najavni singl za reizdanja istog albuma The Alesha Show:The Encore 15. listopada 2009. u izdanju Asylum Recordsa.

## O pjesmi
Pjesma govori o Rastavi Dixon i MC Harveya. Pjesmu je napsiala u jednom danu u Los Angelesu, nakon što je upoznala Johna Shanksa.

## Popis pjesama
iTunes digitalni EP
1. "To Love Again"
2. "Breathe Slow" (piano mix)
3. "Before the Sun Goes Down"

## Videospot
Videospot za pjesmu trebao je biti snimljen u Pragu, ali se snimanje poklopilo s posjetom pape Benedikta XVI.-og.  Video je trebao biti sniman i na Charles Bridgeu, ali je otkazano zbog velikih kompilkacija prilikom snimanja. Premijera videa bila je 13. listopada 2009. godine na 4Musicu.

## Top liste
| Top liste (2009.)      | Pozicija |
| ---------------------- | -------- |
| Ujedinjeno Kraljevstvo | 15       |

## Povijest izdanja
| Država                 | Datum              | Format             |
| ---------------------- | ------------------ | ------------------ |
| Ujedinjeno Kraljevstvo | 16. studenog 2009. | digitalni download |
| Ujedinjeno Kraljevstvo | 16. studenog 2009. | CD singl           |